# 西阿塞拜疆
西阿塞拜疆是阿塞拜疆领土收复主义者對亞美尼亞的稱呼。阿塞拜疆领土收复主义者、阿塞拜疆政府以及阿塞拜疆總統伊利哈姆·阿利耶夫認為，亚美尼亚共和国领土歷史上曾屬於阿塞拜疆人，而且西阿塞拜疆是阿塞拜疆固有历史领土，當地的城市和村庄名称均源自阿塞拜疆。 2018年，伊利哈姆·阿利耶夫被新阿塞拜疆党提名为总统候选人后，他呼吁要让阿塞拜疆人重新回到西阿塞拜疆。